# Régiment de Verruë-dragons
Le régiment de Verruë-dragons (ou Verüe-dragons) est un régiment français de dragons de l'Ancien Régime.

## Historique

### Verüe-dragons (1erdu nom)
Le régiment de Verüe-dragons est un des huit régiments de dragons de l'Ancien Régime levés en 1690. Le régiment de Verüe-dragons est levé le 31 octobre 1690,. Le noyau du régiment est formé de six anciennes compagnies franches et chaque dragon recevait 40 écus,. Cette même année, Verüe-dragons fait partie de quinze régiments (sur les 31 existants) qui, contrairement à l'ordonnance de Louvois sur l'uniformité des tenues, n'ont pas été doté d'un uniforme arrêté,.
Son colonel est Joseph-Ignace-Auguste-Mainfroy-Jérôme de Scaglia, marquis de Verruë (1667-1704),,,. Il a épousé en 1683 Jeanne-Baptiste d’Albert de Luynes (1670-1736). Cette « comtesse de Verrue » fut la maîtresse de Victor-Amédée II.
Le régiment participe à la campagne de Flandre en 1694. Il est présent lors du siège d'Ath en 1697. Le régiment est licencié le 30 janvier 1698,.

### Verüe-dragons (2edu nom)
Le marquis de Verüe, obtient le commandement d'un autre régiment de dragons qui, selon la coutume, portera aussi le nom de son colonel mais qui est plus connu sous le nom de régiment du Commissaire Général cavalerie. C'est à sa tête que le marquis de Verüe est tué lors de la bataille de Hochstedt en 1704,.